# Municipio de Harmony (condado de Morrow)
El municipio de Harmony (en inglés: Harmony Township) es un municipio ubicado en el condado de Morrow en el estado estadounidense de Ohio. En el año 2010 tenía una población de 2626 habitantes y una densidad poblacional de 42,35 personas por km².

## Geografía
El municipio de Harmony se encuentra ubicado en las coordenadas 40°27′58″N 82°46′26″O / 40.46611, -82.77389. Según la Oficina del Censo de los Estados Unidos, el municipio tiene una superficie total de 62.01 km², de la cual 61.93 km² corresponden a tierra firme y (0.13%) 0.08 km² es agua.

## Demografía
Según el censo de 2010, había 2626 personas residiendo en el municipio de Harmony. La densidad de población era de 42,35 hab./km². De los 2626 habitantes, el municipio de Harmony estaba compuesto por el 97.45% blancos, el 0.27% eran afroamericanos, el 0.08% eran amerindios, el 0.23% eran asiáticos, el 0.08% eran isleños del Pacífico, el 0.15% eran de otras razas y el 1.75% pertenecían a dos o más razas. Del total de la población el 1.22% eran hispanos o latinos de cualquier raza.